# Paramicrodon lorentzi
Paramicrodon lorentzi är en tvåvingeart som beskrevs av de Meijere 1913. Paramicrodon lorentzi ingår i släktet Paramicrodon och familjen blomflugor. Inga underarter finns listade i Catalogue of Life.